# Melanotus villosus
Melanotus villosus é uma espécie de insetos coleópteros polífagos pertencente à família Elateridae.
A autoridade científica da espécie é Fourcroy, tendo sido descrita no ano de 1785.
Trata-se de uma espécie presente no território português.